# Timmo Jeret
Timmo Jeret, né le 9 mai 1993, est un coureur cycliste estonien.

## Biographie
Timmo Jeret commence le cyclisme à l'âge de onze ou douze ans. Son père et son grand-père ont également pratiqué été coureurs cyclistes au niveau amateur.
En 2011, il devient champion d'Estonie du contre-la-montre dans la catégorie juniors (moins de 19 ans). Il représente également son pays lors des championnats du monde de Copenhague. L'année suivante, il commence à courir en France au sein du Guidon chalettois. 
En 2013 et 2014, il évolue à l'UVCA Troyes. Vainqueur à trois reprises dans le calendrier amateur français, il devient également champion d'Estonie du contre-la-montre chez les espoirs (moins de 23 ans). Il est ensuite recruté par l'équipe Creuse Oxygène Guéret en 2015. 
Lors du Tour de l'Avenir 2015, il chute lourdement sur la cinquième étape. Victime d'une commotion cérébrale, il subit une fissure de l'apophyse épineuse de sa colonne vertébrale. Il parvient à préserver sa validité, mais décide de mettre sa carrière cycliste entre parenthèses. En 2016, il participe à son premier triathlon. Il reprend ensuite le cyclisme, mais seulement dans des courses locales en Estonie.

## Palmarès
- 2010
  -  Champion d'Estonie du contre-la-montre juniors
- 2011
  -  Champion d'Estonie du contre-la-montre juniors
  - 3e du championnat d'Estonie sur route juniors
- 2013
  -  Champion d'Estonie du contre-la-montre espoirs
  - Circuit des Trois Cantons
- 2014
  - 1re étape du Challenge de l'Avenir Nord-Pas-de-Calais
  - Grand Prix de Gouy-sous-Bellonne
  - 3e du championnat d'Estonie sur route espoirs
- 2015
  - 2e du championnat d'Estonie du contre-la-montre espoirs
  - 3e du championnat d'Estonie du contre-la-montre

## Classements mondiaux
| Année           | 2013 | 2014 | 2015   |
| --------------- | ---- | ---- | ------ |
| UCI Europe Tour | 958e | 886e | 1 147e |